# Thẻ Kimball

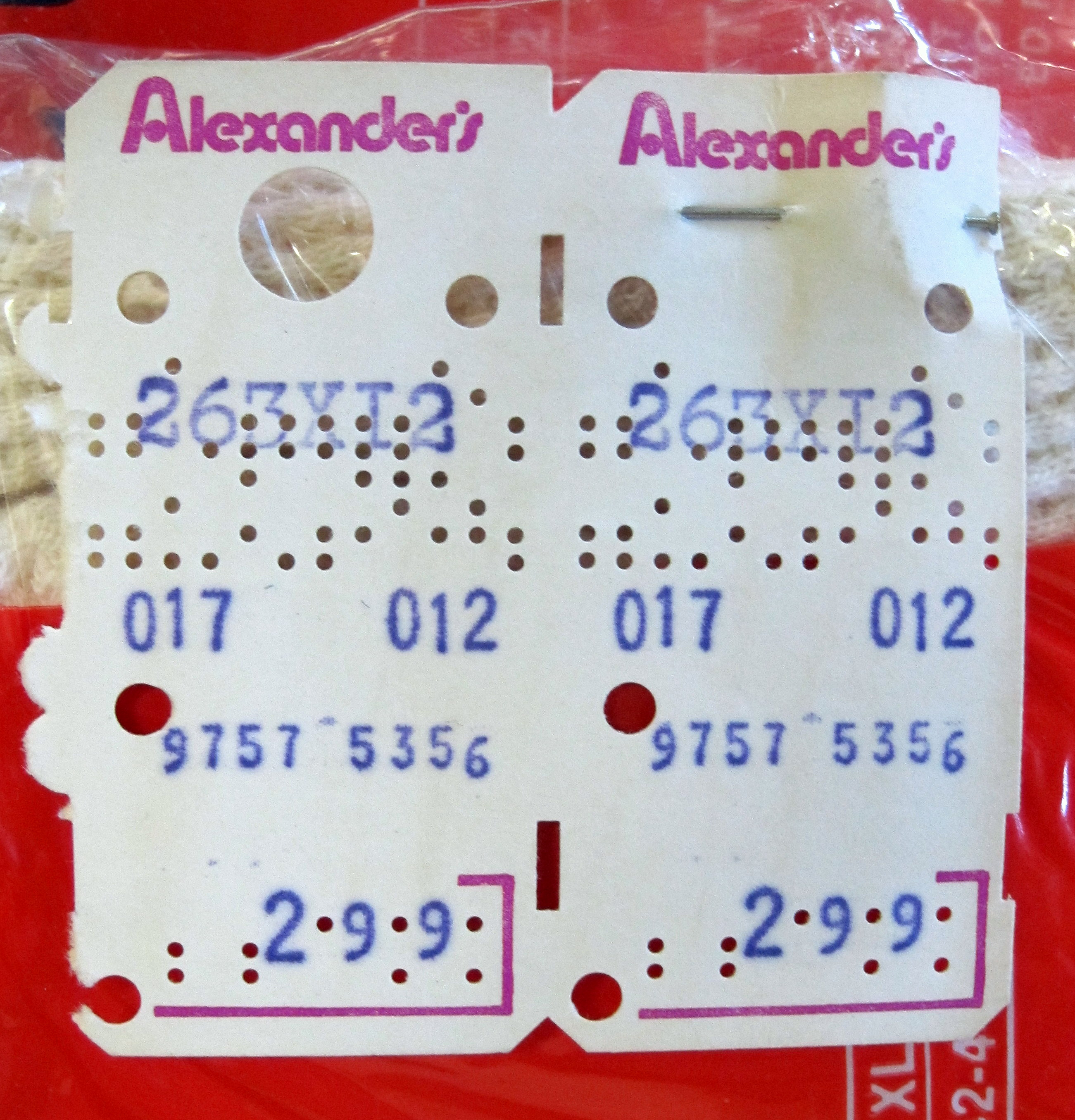
Thẻ Kimball được ghim vào một gói đồ lót nhiệt được bán bởi cửa hàng bách hóa của Alexandre.

Thẻ Kimball là thẻ bìa cứng bao gồm cả dữ liệu người và máy có thể đọc được để hỗ trợ xử lý thẻ đục lỗ. Thẻ Kimball là một hình thức ban đầu của nhãn kiểm soát chứng khoán, giống như sau này là mã vạch, hỗ trợ các chức năng xử lý dữ liệu văn phòng hỗ trợ. Chúng chủ yếu được sử dụng bởi ngành công nghiệp bán lẻ quần áo (" thời trang ").
Súng gắn thẻ sử dụng các nút nhựa để gắn thẻ giá vào quần áo vẫn được gọi là "súng Kimball" (hoặc "súng kimble" với hàng nhái), mặc dù các thẻ giá hiện tại sử dụng mã vạch.

## Lịch sử

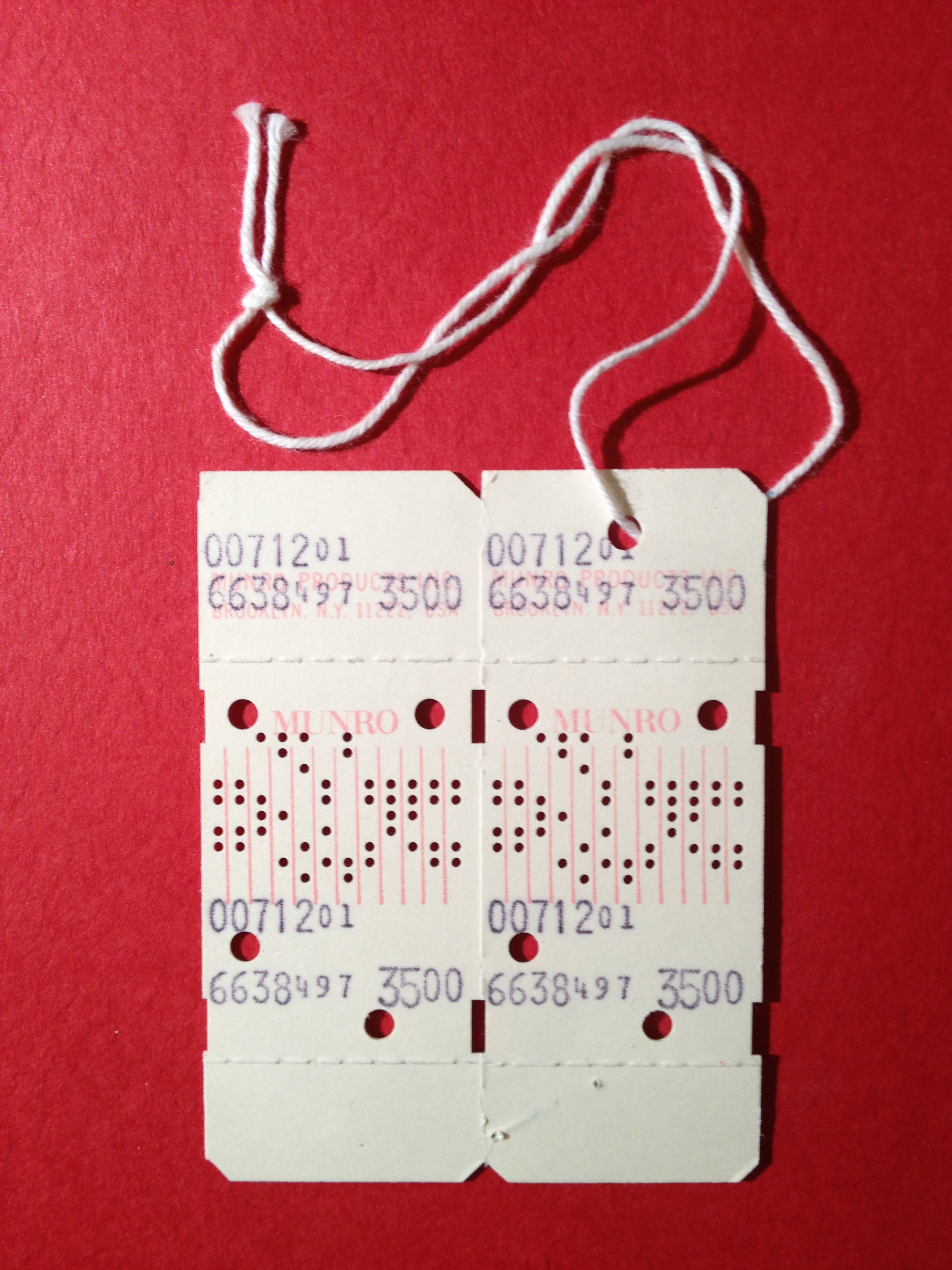
Thẻ treo mã từ năm 1970.

Sears, Roebuck &amp; Company đã tài trợ cho việc phát triển một hệ thống thẻ đục lỗ chuyên dụng để theo dõi hàng tồn kho may mặc, tạo ra các báo cáo quản lý kịp thời và giảm các lỗi văn thư. Một hệ thống thí điểm đã hoạt động vào năm 1952.
Công ty A. Kimball, một nhà sản xuất thẻ giá được thành lập tại thành phố New York và Công ty Kỹ thuật Karl J. Braun của Stamford, Connecticut đã phát triển các thẻ may mặc và máy đánh dấu và đấm chúng.

Công ty nhạc cụ Potter của Great Neck, New York đã phát triển một đầu đọc thẻ quang điện.   Người đọc quét 100 thẻ mỗi phút. Một hệ thống thấu kính phóng to hình ảnh các lỗ của thẻ được chiếu bởi ống photoflash dạng khí lên một mảng các ống dẫn quang. Các phototubes bắn thyratron kích hoạt logic chuyển tiếp để dịch các chữ số được mã hóa của thẻ thành mã Hollerith và đục một thẻ đục lỗ có kích thước tiêu chuẩn. 